# Nokaut!
A Nokaut! a Zlatni prsti együttes 1979-ben megjelent második nagylemeze, melyet az RTB adott ki. A kiadvány kinyitható borítós. Katalógusszáma: LP 55 5377.

## Az album dalai

### A oldal
1. Nokaut (4:17)
2. Noć već bledi, blizu je dan (5:40)
3. Tužni diplomac (4:40)
4. Ah taj glupi bar (4:35)

### B oldal
1. Žuti taksi (4:06)
2. Beli breg (5:50)
3. Hladna kao led (4:11)
4. Zbogom mila moja (6:33)